# Quadro de medalhas dos Jogos Olímpicos de Verão de 1964
Este é o quadro de medalhas dos Jogos Olímpicos de Verão de 1964, realizados em Tóquio, Japão. O ordenamento é feito pelo número de medalhas de ouro, estando as medalhas de prata e bronze como critérios de desempate em caso de países com o mesmo número de ouros. Se, após esse critério, os países continuarem empatados, posicionamento igual é dado e eles são listados alfabeticamente. Este é o sistema utilizado pelo Comitê Olímpico Internacional.
| Ordem | País                   | Medalha de ouro | Medalha de prata | Medalha de bronze |    |
| ----- | ---------------------- | --------------- | ---------------- | ----------------- | -- |
| 1     | USA Estados Unidos     | 36              | 26               | 28                | 90 |
| 2     | URS União Soviética    | 30              | 31               | 35                | 96 |
| 3     | JPN Japão              | 16              | 5                | 8                 | 29 |
| 4     | EUA Equipe Alemã Unida | 10              | 22               | 18                | 50 |
| 5     | ITA Itália             | 10              | 10               | 7                 | 27 |
| 6     | HUN Hungria            | 10              | 7                | 5                 | 22 |
| 7     | POL Polônia            | 7               | 6                | 10                | 23 |
| 8     | AUS Austrália          | 6               | 2                | 10                | 18 |
| 9     | TCH Checoslováquia     | 5               | 6                | 3                 | 14 |
| 10    | GBR Grã-Bretanha       | 4               | 12               | 2                 | 18 |
| 11    | BUL Bulgária           | 3               | 5                | 2                 | 10 |
| 12    | FIN Finlândia          | 3               |                  | 2                 | 5  |
| 12    | NZL Nova Zelândia      | 3               |                  | 2                 | 5  |
| 14    | ROU Romênia            | 2               | 4                | 6                 | 12 |
| 15    | NED Países Baixos      | 2               | 4                | 4                 | 10 |
| 16    | TUR Turquia            | 2               | 3                | 1                 | 6  |
| 17    | SWE Suécia             | 2               | 2                | 4                 | 8  |
| 18    | DEN Dinamarca          | 2               | 1                | 3                 | 6  |
| 19    | YUG Iugoslávia         | 2               | 1                | 2                 | 5  |
| 20    | BEL Bélgica            | 2               |                  | 1                 | 3  |
| 21    | FRA França             | 1               | 8                | 6                 | 15 |
| 22    | CAN Canadá             | 1               | 2                | 1                 | 4  |
| 22    | SUI Suíça              | 1               | 2                | 1                 | 4  |
| 24    | BAH Bahamas            | 1               |                  |                   | 1  |
| 24    | ETH Etiópia            | 1               |                  |                   | 1  |
| 24    | IND Índia              | 1               |                  |                   | 1  |
| 27    | KOR Coreia do Sul      |                 | 2                | 1                 | 3  |
| 28    | TRI Trinidad e Tobago  |                 | 1                | 2                 | 3  |
| 29    | TUN Tunísia            |                 | 1                | 1                 | 2  |
| 30    | ARG Argentina          |                 | 1                |                   | 1  |
| 30    | CUB Cuba               |                 | 1                |                   | 1  |
| 30    | PAK Paquistão          |                 | 1                |                   | 1  |
| 30    | PHI Filipinas          |                 | 1                |                   | 1  |
| 34    | IRI Irã                |                 |                  | 2                 | 2  |
| 35    | BRA Brasil             |                 |                  | 1                 | 1  |
| 35    | GHA Gana               |                 |                  | 1                 | 1  |
| 35    | IRL Irlanda            |                 |                  | 1                 | 1  |
| 35    | KEN Quênia             |                 |                  | 1                 | 1  |
| 35    | MEX México             |                 |                  | 1                 | 1  |
| 35    | NGR Nigéria            |                 |                  | 1                 | 1  |
| 35    | URU Uruguai            |                 |                  | 1                 | 1  |